# Abraham Kaper
Abraham Kaper (Zaandam, 9 mei 1890 – Groningen, 29 juni 1949) was een Nederlands politieagent, collaborateur en veroordeeld oorlogsmisdadiger.

## Vroege leven
Abraham Kaper was een medewerker van de SD, een van de Duitse politieorganisaties onder het gezag van Heinrich Himmler en het Reichssicherheitshauptamt in Berlijn. De voormalige politieagent Kaper, hij was al in de vijftig, ging na zich in het Westen van Nederland al berucht te hebben gemaakt, op het Groningse Scholtenhuis, een Duits politiebureau, werken. Hij was belast met verhoren, wat op het Scholtenhuis vaak op martelen neerkwam, en specialiseerde zich in het bijna verdrinken van de verdachten in een bad met ijskoud water.
Abraham Kaper was onderinspecteur van de Staatsrecherche en lid van de NSB. Tot Dolle Dinsdag, de dag waarop veel Duitsgezinden en NSB'ers op de vlucht sloegen voor de naderende geallieerden, was hij werkzaam in Amsterdam. Daarna vertrok hij naar Groningen, waar hij voor de SD ging werken. Kaper is direct betrokken geweest bij de moordpartij in Anloo. Abraham Kaper was in Amsterdam met name actief in de jacht op Joden. In Groningen hield hij zich, samen met Lehnhoff, bezig met de jacht op verzetsleden.

## Proces
Bij zijn proces bekende Kaper schuld, maar probeerde zich te verschuilen achter zijn superieuren. In een brief gaf hij toe de doodstraf verdiend te hebben. Pas op 10 april 1945, op weg naar de executies in Bakkeveen en twee dagen na de slachting bij Anloo, zou hij volgens eigen zeggen tot inzicht zijn gekomen. Kaper werd na de oorlog ter dood veroordeeld en na afgewezen cassatie en gratieverzoek in 1949 door een vuurpeloton geëxecuteerd op de schietbanen van de Rabenhauptkazerne aan de Hereweg in Groningen.
Hij ligt met Evert Drost en de tegelijk met hem gefusilleerde Peter Schaap op de 2e Noodbegraafplaats van gemeentelijke begraafplaats Selwerderhof in Groningen begraven. Kaper ligt daar in een anoniem graf met het nr. 708. Zijn graf is in eigendom bij de Staat der Nederlanden en is nooit geruimd.